# Скіфська Могила
Скіфська Могила — підкурганний склеп у Білгороді-Дністровському. Споруда IV—III ст. до н. е. Пам'ятка археології національного значення (охоронний номер 150008-Н).

## Історія
Могильник виявлений 1895 року. Являв собою двокамерну споруду на скелі, складений з великих (довжиною до 3 м, товщиною до 0,6—0,7 м) ракушнякових плит.  
Як написано у звіті про знахідку, курган був знайдений у двох верстах від центру міста. Але 1895 року археологи знайшли цей могильник вже розграбованим. Тоді провели спеціальне поліцейське розслідування, за результатами якого встановили, що могильник був розграбований ще в давнину. Однак археологи висловили сумнів із приводу такої інтерпретації. Одним із головних їхніх аргументів було питання, «навіщо розграбований могильник знову засипали землею»?

## Галерея

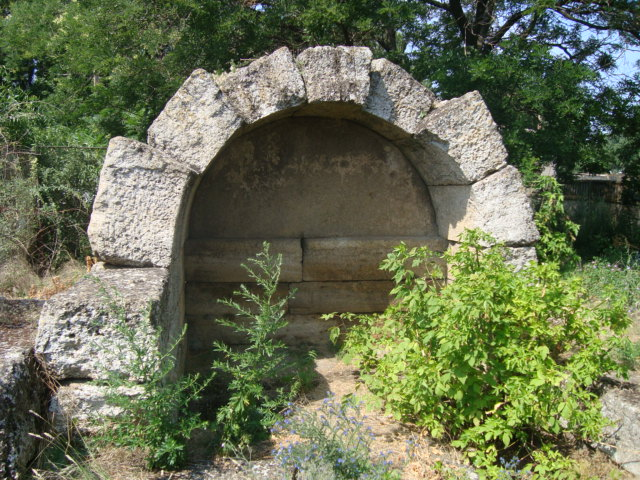
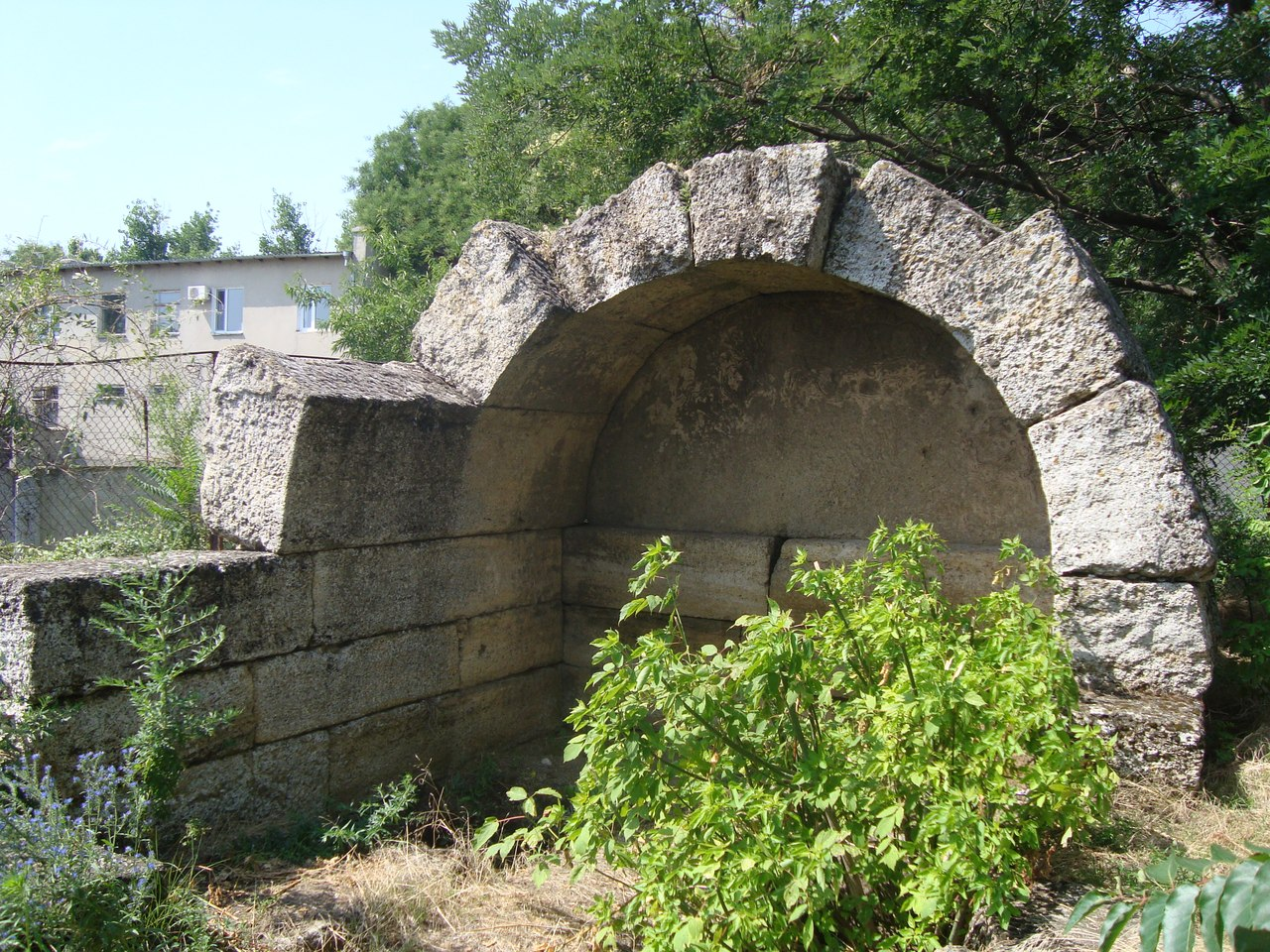
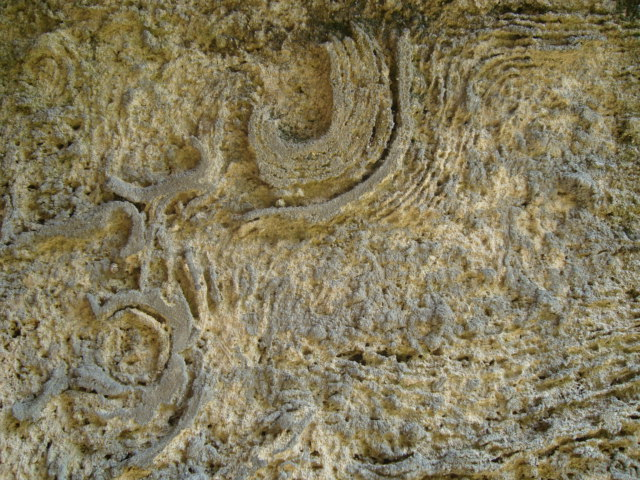
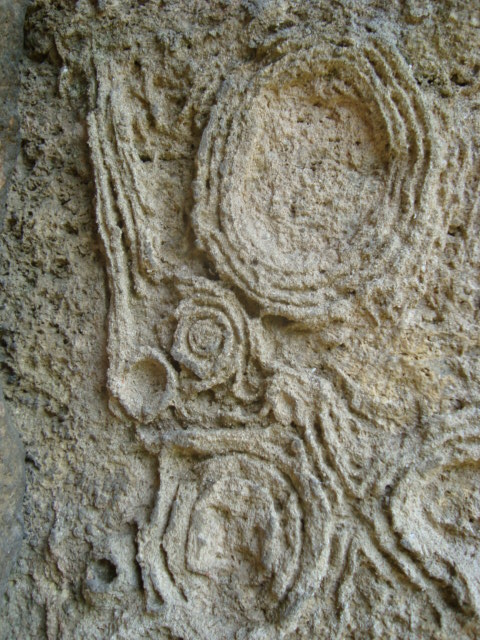

## Загальний опис
На стінах могильника збереглися унікальні орнаменти. Вчені досі не знають, що вони означають. Ось цитата з протоколу № 290 засідання Імператорського Одеського Товариства історії та старожитностей від 16 жовтня 1895 року: «Внутрішня сторона цих вельми ретельно, як за лотом, побудованих стін і склепіння вкрита вапняною штукатуркою, в яку якимось гострим інструментом врізані дуже своєрідні, неправильні орнаменти; це ні геометрична орнаментика, ні наслідування мотивам із царства рослин або тварин; у порівнянні з цим орнаментом спосіб найдавнішої Троянської та Мікенської орнаментації є набагато більш розвинутим. Орнамент у нашому склепі, швидше за все, схожий на наслідування візерунка деревини».